# Nargiz Umudova
Nərgiz Məmmədağa qızı Umudova (Bakú, 20 de juny de 1989) és una jugadora d'escacs azerbaidjanesa que té el títol de Gran Mestra Femenina des de 2015.

## Resultats destacats en competició
El 2005 i el 2009, Umudova va guanyar el campionat femení per edats de l'Azerbaidjan. L'any 2001, a Kal·lithea va guanyar la medalla de bronze al Campionat d'Europa femení sub-12. El 2008, a Batum va guanyar la medalla de plata al Campionat del Món femení sub-18 darrere de Harika Dronavalli.
Ha jugat als equips de l'Azerbaidjan i Azerbaidjan II a les Olimpíades d'escacs femenines:
- L'any 2006, al segon tauler de la 37a Olimpíada d'escacs (femenina) a Torí (+7, =3, -2),
- L'any 2008, al tercer tauler de la 38a Olimpíada d'escacs (femenina) a Dresden (+3, =2, -3),
- El 2010, al quart tauler de la 39a Olimpíada d'escacs (femenina) a Khanty-Mansiysk (+5, =2, -2),
- El 2012, al quart tauler de la 40a Olimpíada d'escacs (femenina) a Istanbul (+3, =1, -3),
- El 2016, al tauler de reserva a la 42a Olimpíada d'escacs (femenina) a Bakú (+5, =3, -1),[4]

Umudova va representar l'Azerbaidjan al Campionat d'Europa d'escacs femení per equips:
- L'any 2007, al quart tauler del 7è Campionat d'Europa d'escacs per equips (femení) a Heraklion (+3, =1, -2),
- El 2011, al tauler de reserva del 9è Campionat d'Europa d'escacs per equips (femení) a Porto Carras (+3, =0, -4),
- El 2013, al tauler de reserva en el 10è Campionat d'Europa d'escacs per equips (femení) a Varsòvia (+3, =1, -2).

## Vida personal
El 2016, Umudova es va casar amb el Gran Mestre neerlandès Twan Burg.